# Saint-Maurice-la-Clouère
 Saint-Maurice-la-Clouère  es una población y comuna francesa, situada en la región de Poitou-Charentes, departamento de Vienne, en el distrito de Montmorillon y cantón de Gençay.

## Demografía
| 907 | 910 | 852 | 825 | 952 | 1058 |
| Para los censos de 1962 a 1999 la población legal corresponde a la población sin duplicidades (Fuente: INSEE [Consultar]) |     |     |     |     |      |